# Jozef Barinka
Jozef Barinka (5. září 1860 Valašské Klobouky – duben 1940) byl slovenský a československý římskokatolický pedagog a politik, meziválečný senátor Národního shromáždění ČSR za Slovenskou ľudovou stranu.

## Biografie
Podcházel z učitelské rodiny, která žila ve Valašských Kloboukách. Vystudoval učitelský ústav v Kláštoru pod Znievom. Pak přesídlil do obce Slovany, kde poznal svou ženu, dceru Márii Barinkovou, rozenou Bakošovou, dceru obchodníka. Působil jako učitel náboženství na různých místech regionu. Před vznikem ČSR se angažoval v kampaních proti uzákonění civilních sňatků. Byl stoupencem panslavismu a byl za své názory před rokem 1918 několikrát soudně obžalovaný. V Ružomberku se Barinka seznámil s Andrejem Hlinkou a politicky se angažoval v Slovenské ľudové straně. V politické praxi se zabýval zejména školskými otázkami.
Profesí byl učitelem v Zubáku.
Po parlamentních volbách v roce 1920 získal senátorské křeslo v Národním shromáždění, kde zasedal do roku 1925. Do senátu ale nastoupil až dodatečně roku 1921 jako náhradník poté, co rezignoval Richard Osvald. Zvolen byl na společné kandidátce Slovenské ľudové strany (pozdější Hlinkova slovenská ľudová strana) a celostátní Československé strany lidové. V roce 1921 ovšem slovenští poslanci vystoupili ze společného poslaneckého klubu a nadále již fungovali jako samostatná politická formace.
Po roce 1925 se dostal do sporu s Andrejem Hlinkou. Stranu sice neopustil, ale už za ni nekandidoval.